# Aaslakkirdemjävri
Aaslakkirdemjävri är en sjö i kommunen Enare i landskapet Lappland i Finland. Sjön ligger 153 meter över havet. Arean är 1,07 kvadratkilometer och strandlinjen är 11,12 kilometer lång. Sjön  ingår i Pasvik älvs huvudavrinningsområde.   Den ligger omkring 340 kilometer norr om Rovaniemi och omkring 1000 kilometer norr om Helsingfors. 
Väster om Aaslakkirdemjävri ligger Tievaselkäjärvet. 